# Ривентоза
Ривентоза (фр. Riventosa, корс. A Riventosa) — коммуна во Франции, находится в регионе Корсика. Департамент коммуны — Верхняя Корсика. Входит в состав кантона Венако. Округ коммуны — Корте.
Код INSEE коммуны — 2B260.

## Население
Население коммуны на 2008 год составляло 175 человек.
| 1962 | 1968 | 1975 | 1982 | 1990 | 1999 | 2008 |
| ---- | ---- | ---- | ---- | ---- | ---- | ---- |
| 103  | 108  | 97   | 121  | 135  | 188  | 175  |

## Экономика
В 2007 году среди 121 человек в трудоспособном возрасте (15—64 лет) 92 были экономически активными, 29 — неактивными (показатель активности — 76,0 %, в 1999 году было 58,3 %). Из 92 активных работали 86 человек (46 мужчин и 40 женщин), безработных было 6 (3 мужчины и 3 женщины). Среди 29 неактивных 15 человек были учениками или студентами, 6 — пенсионерами, 8 были неактивными по другим причинам.

## Фотогалерея
- Ривентоза
- Ривентоза
- Церковь св. Антония Отшельника